# Bonifaz Krug

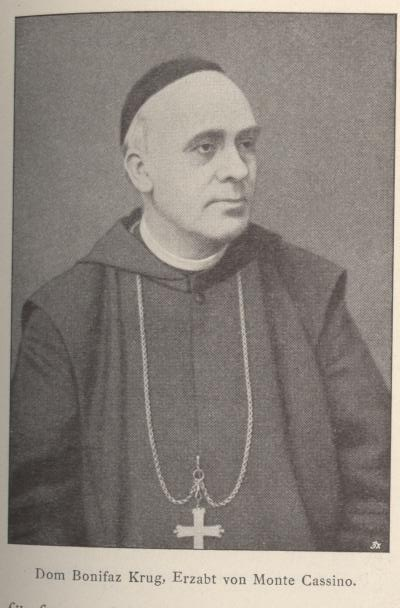
Erzabt Bonifaz Krug (1898)

Bonifaz Krug OSB, auch Bonifacio Maria Krug (* 9. September 1838 in Hünfeld, Kurfürstentum Hessen als Hermann Joseph Krug; † 4. Juli 1909 in Montecassino) war ein italienischer Benediktinerabt deutscher Abstammung.

## Leben
Krug entstammte einem protestantischen Elternhaus im katholisch geprägten hessischen Städtchen Hünfeld bei Fulda. Im Jahre 1844 wanderte die Familie in die USA aus. Dort konvertierte er zur Katholischen Kirche, trat 1859 in die Benediktinerabtei St. Vincent in Pennsylvania ein und erhielt dort von dem ebenfalls aus Deutschland stammenden Gründerabt Bonifaz Wimmer den „Apostel der Deutschen“, St. Bonifatius, als Ordensnamenspatron. 1860 legte Krug in St. Vincent die einfache Profess ab und empfing 1861 die Priesterweihe. Krug übersiedelte aber 1863 in das von Benedikt von Nursia 529 gegründete Urkloster des Benediktinerordens auf dem Monte Cassino in Italien, wo er 1864 seine feierliche Profess ablegte. 1874 zum Prior ernannt, bestimmte man ihn u. a. wegen seiner Sprachkenntnisse 1883 zum Apostolischen Visitator der englischen Benediktiner. 1888 erfolgte seine Wahl und Weihe zum Abt der Benediktinerabtei Santa Maria del Monte bei Cesena. 1895 war Bonifaz Krug auch Abtpräses der Cassinesischen Benediktinerkongregation.
1897 wählten ihn die Mönche von Montecassino durch einstimmige Wahl als Nachfolger des verstorbenen Giuseppe Quandel zum Erzabt. Erzabt Krugs hervorragendes Verdienst liegt im geistlichen und ökonomischen Wiederaufbau des Stammklosters der Benediktiner, nachdem es durch den italienischen Staat weitgehend seiner wirtschaftlichen Grundlagen beraubt worden war.

## Kunst
Die Unterkirche (Krypta) des Klosters ließ Erzabt Bonifaz Krug durch die Mönchskünstler der Beuroner Kunstschule unter Leitung von Desiderius Lenz um 1900 künstlerisch ausgestalten. Deren Vollendung (um 1910) und Weihe (1913) erlebte Krug aber nicht mehr. Als Musiker hinterließ Krug mehrere von ihm komponierte polyphone Werke, das bekannteste ist Dormi, non piangere.